# Napok és hónapok elnevezésének eredete a magyar nyelvben

## Napok
- Hétfő: a „hétnek a feje”, a hét kezdete.
- Kedd: az ómagyar ketüdi szóból, amely másodikat („kettedik”-et) jelent. Innen ered a kettes szám neve is.
- Szerda, Csütörtök: szláv eredetű szavak. Mai orosz nevük – azonos sorrendben – a következő: szreda (среда = средний = középső), csetverg (четверг = четвертый = negyedik nap)
- Péntek: szláv eredetű, rokonai az ószláv пѧтъкъ [pɛ̃tŭkŭ], horvát petak, bolgár петък [petɤk], a magyar szóban az n a nazális ѧ [ɛ̃] magánhangzó nyomát őrzi. A szó az „öt” számnév származéka (ószláv пѧть [pɛ̃tĭ], horvát pet, bolgár пет [pet], orosz пять [pjatʲ] stb.)
- Szombat: a héber sabbath (pihenőnap) szó átvétele görög[1] közvetítéssel. Körmendi Ferenc alapos érvelésében a szláv közvetítése e szónak kizárható.
- Vasárnap: eredetileg „vásár napja”, ezen a napon tartották a heti vásárt.

## Hónapok
A „hónap” szó a „Hold” és „nap” szavak összerántásából alakult ki. A hónapok Augustus császár uralkodása alatt nyerték el ma is használatos elnevezésüket. A július a Quintilist (quinque – öt), az augusztus pedig a Sextilis (sex – hat) elnevezést váltotta fel. A római naptár 10 hónapot (304 nap) tartalmazott, 61 nap pedig a telet jelölte. Később ezt is felosztották két hónapra, januárra és februárra, melyeket betettek az év elejére.
- Január (korábban Januárius): Ianus római isten nevéből alakult ki, az év első hónapja, 31 napos. Régi magyar neve: Vízöntő, Boldogasszony vagy Nagyboldogasszony hava.
- Február (korábban Februárius): A Februa (egyes források szerint Februltus) tisztulási ünnepről nevezték el. Az év második hónapja, 28, szökőévben 29 napos. Régi magyar elnevezése: böjt előhava (vagy böjtelő hava).
- Március: (korábban Mártius) Mars római istenről kapta a nevét (a háború istene). Az év harmadik hónapja, 31 napos. Eredetileg az első hónap volt. Régi magyar neve: böjt máshava (vagy böjtmás hava).
- Április: A latin aperio (kinyit) igéből származik. A tavaszra utal, nyílnak a virágok, zöldellnek a fák. Az év negyedik hónapja, 30 napos. Régi elnevezése: Szent György hava.
- Május: Maia római istennőről nevezték el (termékenység istennője). Az év ötödik hónapja, 31 napos. Régi magyar neve: pünkösd hava.
- Június: Ugyancsak római istenségről, Junóról elnevezett hónap. A sorban a hatodik, 30 napos. Régi magyar neve: nyárelő hava vagy Szent Iván hava.
- Július: Julius Caesarról nevezték el, mivel ebben a hónapban született. Az év hetedik hónapja, 31 napos. Régebben nálunk Szent Jakab havának is hívták.
- Augusztus: Augustus Caesar római uralkodóról nevezték el. Az év nyolcadik hónapja, 31 napos. Régi magyar neve: Kisasszony hava.
- Szeptember: a latin septem (a. m. hét) számnévből ered. A római naptár hetedik, a mai év kilencedik hónapja, 30 napos. Régi magyar elnevezése: Szent Mihály hava.
- Október: a latin octo (a. m. nyolc) szóból származik, mivel a római naptárban a nyolcadik hónap volt. Ma már a tizedik és 31 napos. Régi magyar neve: Mindszent hava.
- November: az ugyancsak latin novem (a. m. kilenc) szóból alakult ki. A római naptár kilencedik, a mai év tizenegyedik hónapja, 30 napos. Régi magyar neve: Szent András hava.
- December: A latin decem (a. m. tíz) szóból származik. A római naptár tizedik, ma már az év tizenkettedik hónapja, 31 napos. Régi magyar neve: Karácsony hava.